# Kanton Saint-Flour-Nord
Der Kanton Saint-Flour-Nord war bis 2015 ein französischer Wahlkreis im Département Cantal und in der damaligen Region Auvergne. Er umfasste 14 Gemeinden im Arrondissement Saint-Flour sowie einen Teil seines Hauptortes (frz.: chef-lieu) Saint-Flour. Die landesweiten Änderungen in der Zusammensetzung der Kantone brachten im März 2015 seine Auflösung. Vertreter im conseil général des Départements war zuletzt von 1998 bis 2015 Henri Barthélémy.

## Gemeinden
In der nachfolgenden Tabelle ist für alle Gemeinden jeweils die gesamte Einwohnerzahl angegeben.
| Gemeinde                | Einwohner Jahr | Fläche km² | Bevölkerungsdichte | Code INSEE | Postleitzahl |
| ----------------------- | -------------- | ---------- | ------------------ | ---------- | ------------ |
| Andelat                 | 456 (2013)     | –          | – Einw./km²        | 15004      | 15100        |
| Anglards-de-Saint-Flour | 349 (2013)     | –          | – Einw./km²        | 15005      | 15100        |
| Coltines                | 452 (2013)     | –          | – Einw./km²        | 15053      | 15170        |
| Coren                   | 413 (2013)     | –          | – Einw./km²        | 15055      | 15100        |
| Lastic                  | 116 (2013)     | –          | – Einw./km²        | 15097      | 15500        |
| Mentières               | 121 (2013)     | –          | – Einw./km²        | 15125      | 15100        |
| Montchamp               | 137 (2013)     | –          | – Einw./km²        | 15130      | 15100        |
| Rézentières             | 115 (2013)     | –          | – Einw./km²        | 15161      | 15170        |
| Roffiac                 | 607 (2013)     | –          | – Einw./km²        | 15164      | 15100        |
| Saint-Flour             | 6.626 (2013)   | –          | – Einw./km²        | 15187      | 15100        |
| Saint-Georges           | 1.116 (2013)   | –          | – Einw./km²        | 15188      | 15100        |
| Talizat                 | 589 (2013)     | –          | – Einw./km²        | 15231      | 15170        |
| Tiviers                 | 167 (2013)     | –          | – Einw./km²        | 15237      | 15100        |
| Vabres                  | 235 (2013)     | –          | – Einw./km²        | 15245      | 15100        |
| Vieillespesse           | 268 (2013)     | –          | – Einw./km²        | 15259      | 15500        |